# Samopšecký tunel
Samopšecký tunel je železniční tunel na katastrálním území města Sázava na úseku regionální železniční trati 212 Čerčany – Světlá nad Sázavou mezi stanicí Sázava a zastávkou Samopše v km 43,779–43,746.

## Historie
Železniční trať vybudovala v letech 1902–1903 česká firma Osvald Životský z Prahy. Povolení k výstavbě bylo  vydáno v roce 1901 a další dílčí v roce 1902. Provoz byl zahájen 23. září 1903. Na trati bylo postaveno osm tunelů. Samopšecký tunel byl postaven v roce 1901.

## Popis
Trať je vedena údolím řeky Sázavy v náročném členitém terénu. Jednokolejný tunel se nachází na trati Čerčany – Světlá nad Sázavou. Byl postaven v úseku mezi stanicí Sázava a zastávkou Samopše ve svahu, který je tvořen rulami s výskytem amfibolitu a v údolí meandrující řeky dosahuje výšky v rozmezí 80 až 140 m nad řekou. Tunel je v nadmořské výšce 310 m a měří 33 m a nachází se v přírodní rezervaci Posázavské bučiny.
V blízkosti tunelu je Ledečský tunel II a nedaleko se nachází pomník básníka Ivana Javora.